# Alexander Windoffer
Alexander Windoffer (* 1972) ist ein deutscher Rechtswissenschaftler.

## Leben
Von 1992 bis 1997 studierte er Rechtswissenschaft an der Eberhard-Karls-Universität Tübingen (1997 1. juristisches Staatsexamen/1999 2. juristisches Staatsexamen). Von 1999 bis 2001 leitete er das Rechtsamt beim Landratsamt Schwarzwald-Baar-Kreis in Villingen-Schwenningen. Von 2001 bis 2014 war er Forschungsreferent am Deutschen Forschungsinstitut für öffentliche Verwaltung Speyer. Nach der Promotion 2005 zum Dr. rer. publ. an der Deutschen Hochschule für Verwaltungswissenschaften Speyer und der Venia legendi 2011 für Öffentliches Recht, Europarecht, Verwaltungswissenschaft an der Deutschen Hochschule für Verwaltungswissenschaften Speyer vertrat er von 2011 bis 2014 Lehrstühle in Mainz, Heidelberg, Trier und Potsdam. Seit 2014 ist er Professor für Öffentliches Recht, insbesondere Besonderes Verwaltungsrecht und Verwaltungswissenschaften an der Universität Potsdam.

## Schriften (Auswahl)
- Die Klärungsbedürftigkeit und -fähigkeit von Rechtsfragen in verwaltungsgerichtlichen Verfahren des einstweiligen Rechtsschutzes. Berlin 2005, ISBN 3-428-11854-5.
- mit Jan Ziekow: Public private partnership. Struktur und Erfolgsbedingungen von Kooperationsarenen. Baden-Baden 2008, ISBN 3-8329-3130-9.
- Verfahren der Folgenabschätzung als Instrument zur rechtlichen Sicherung von Nachhaltigkeit. Tübingen 2011, ISBN 3-16-150845-9.
- Verwaltungswissenschaft. Eine Einführung. Potsdam 2020, ISBN 3-86956-477-6.